# Neu! (musikalbum)
Neu!, stiliserat som NEU!, är det självbetitlade debutalbumet av den tyska gruppen Neu! Det spelades in 1971 i Star-Musik Studio i Hamburg och lanserades 1972. De tyska originalutgåvorna gavs ut på skivbolaget Brain Records, skivan har senare getts ut i nyutgåvor på en rad olika skivbolag. Omslaget har också skiftat i olika färger och utföranden. Originalutförandet var dock en röd text mot vit bakgrund.
Trummisen Klaus Dinger och gitarristen Michael Rother som nyligen lämnat Kraftwerk började ganska omgående spela in detta album. Skivan blev inte någon kommersiell framgång att tala om, men har ansetts ha haft stort inflytande på elektronisk musik, industrial och noise.
Skivbolagen Astralwerks och Grönland gav ut en nyutgåva av albumet 2001. Olagliga bootlegs var vid tidpunkten de enda CD-utgåvor som gick att få tag i av albumet.

## Låtlista
(alla låtar komponerade av Klaus Dinger och Michael Rother)
1. "Hallogallo" ("Halligalli" är ett tyskt ord för vilt festande) - 10:07
2. "Sonderangebot" - 4:51
3. "Weissensee" - 6:46
4. "Jahresübersicht : Im Glück" - 6:53
5. "Jahresübersicht : Negativland" - 9:47
6. "Jahresübersicht : Lieber Honig" - 7:18